# 용암등

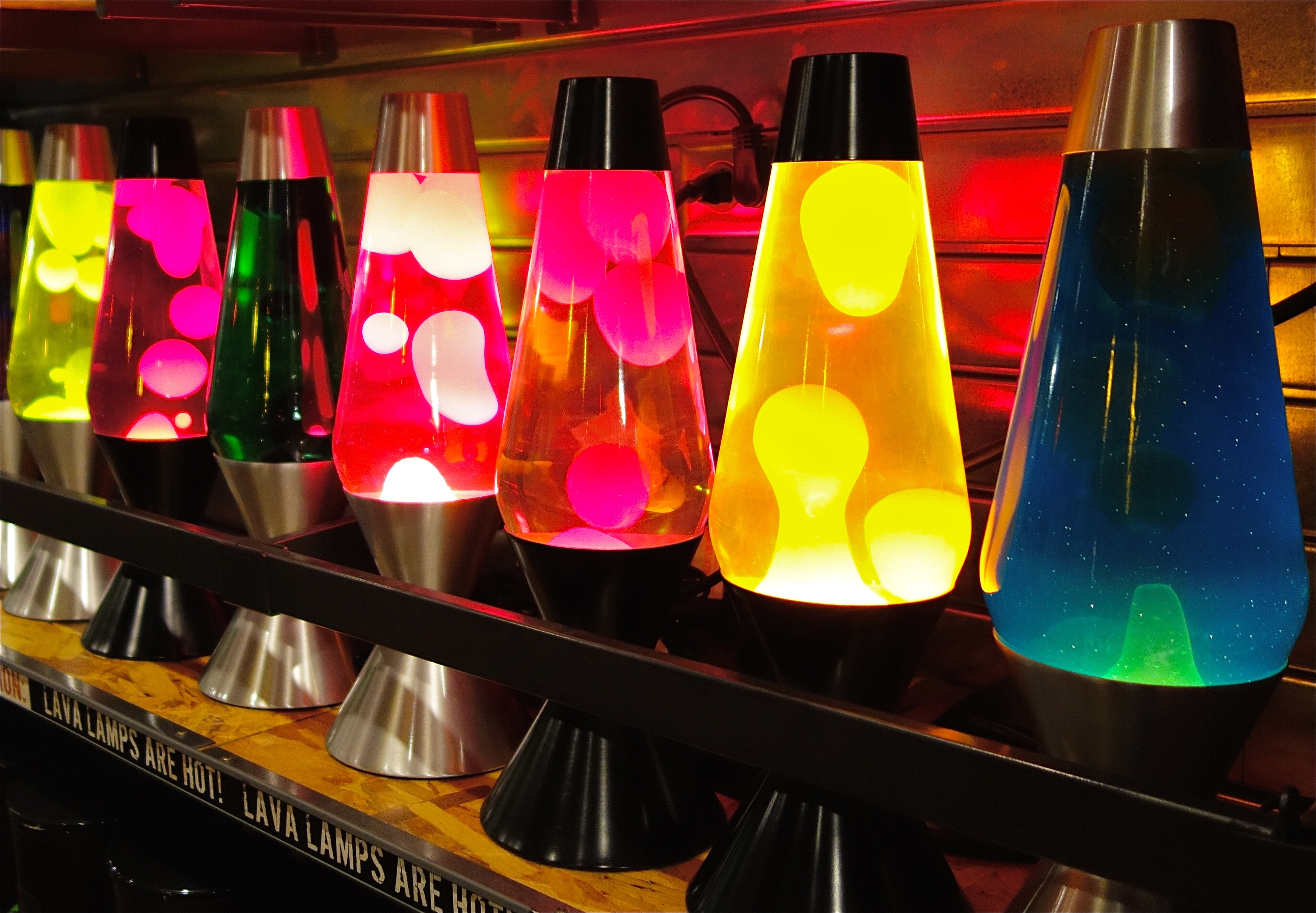
라바 램프

용암등 또는 라바 램프(Lava lamp)는 조명회사 매스모스(Mathmos)의 창업자인 영국 기업가 에드워드 크레이븐 워커(Edward Craven Walker)가 1963년에 발명한 장식용 조명기구이다.
유리 용기 내부에 특수 색상의 왁스 혼합물 덩어리로 구성되며 나머지에는 투명 또는 반투명 액체가 들어 있다. 용기는 열로 인해 왁스 밀도와 액체 표면 장력이 일시적으로 감소하는 백열등이 포함된 베이스 위에 배치된다. 데워진 왁스가 액체를 통해 상승함에 따라 냉각되어 부력을 잃고 시각적으로 파호에호에 용암을 암시하는 주기로 용기 바닥으로 떨어진다. 램프는 다양한 스타일과 색상으로 디자인되었다.
라바 램프는 히피 및 대마초 문화와 연관될 수 있다.

## 같이 보기
- 플라스마 구